# Kongebjørka
Le bouleau royal (en norvégien Kongebjørka) situé à Glomstua à Molde est un symbole national norvégien et un mémorial de l'occupation allemande de la Norvège. 

## Contexte
Le roi Haakon VII et le prince héritier Olav ont été photographiés alors qu'ils cherchaient refuge pendant les bombardements allemands sur Molde le dernier week-end d'avril 1940. Le roi avait refusé de se soumettre aux volontés de l'envahisseur. Le roi et le prince seront évacués le 7 juin par les forces anglaises.

## Photographie

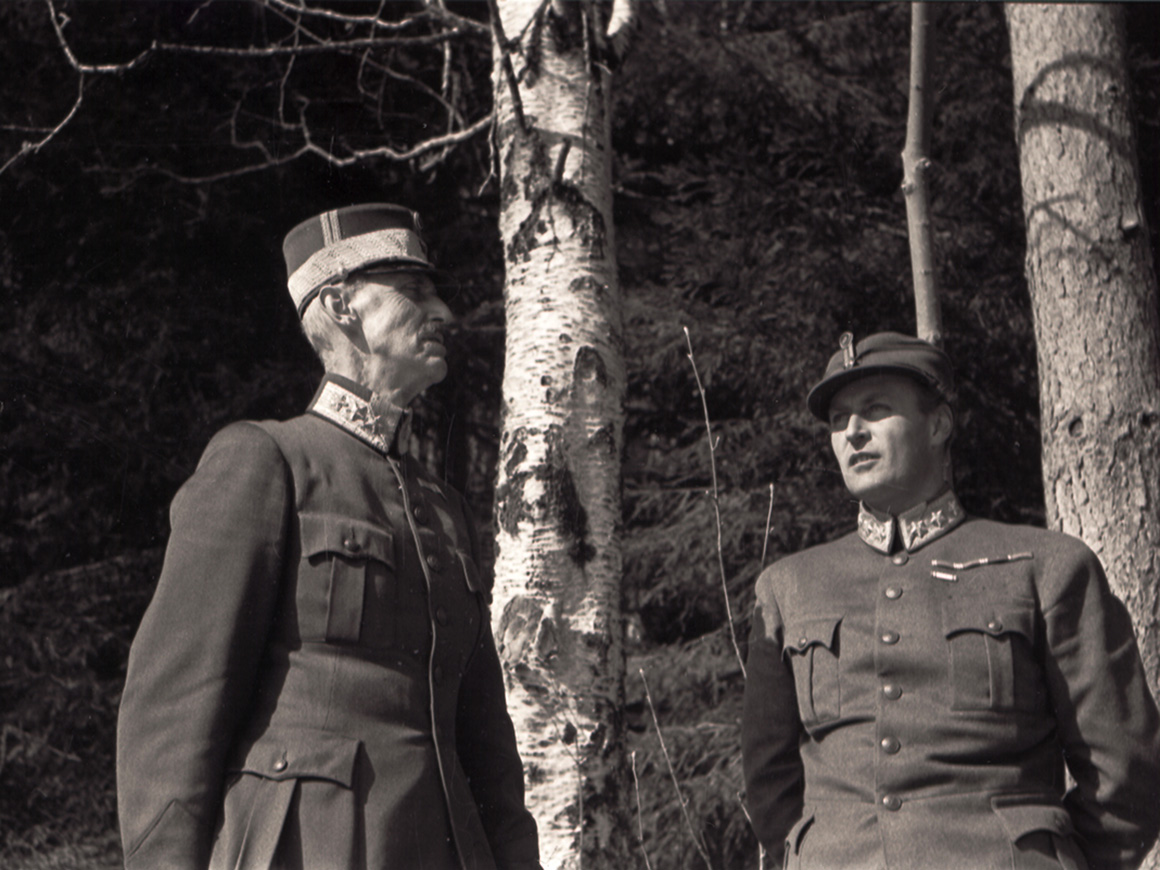
Kongebjørka - Photo: Per Bratland

La photographie montre le roi et le prince au pied d'un bouleau. Prise par Per Bratland, elle a fait le tour du monde et a inspiré à Nordahl Grieg, qui était également à Molde pendant les bombardements, le poème «Kongen». 

## Après la guerre
En 1955, le roi Olav a dévoilé une plaque près du bouleau. 
L'arbre lui-même a été détruit par des vandales en 1981, mais un nouveau a été planté par le roi Olav V en 1982.  
Lors du nouvel an 1992, le nouvel arbre fut détruit par une tempête, mais un nouveau bouleau fut planté par le roi Harald V la même année. Pendant ce temps, une pierre commémorative avec un relief de l'image de Bratland complété par un pilier en mémoire du roi Olav et un poème de Knut Ødegård.
Un parc, situé près du bouleau, a été inauguré en 1997.
Le 25 mai 2012, le prince héritier Haakon s'est rendu à son tour près du bouleau avec son épouse Mette-Marit.